# Cleveland Guardians
Cleveland Guardians, tidigare kända som Cleveland Indians (1915–2021), är en professionell basebollklubb i Cleveland i Ohio i USA som spelar i American League, en av de två ligorna i Major League Baseball (MLB). Klubbens hemmaarena är Progressive Field.

## Historia

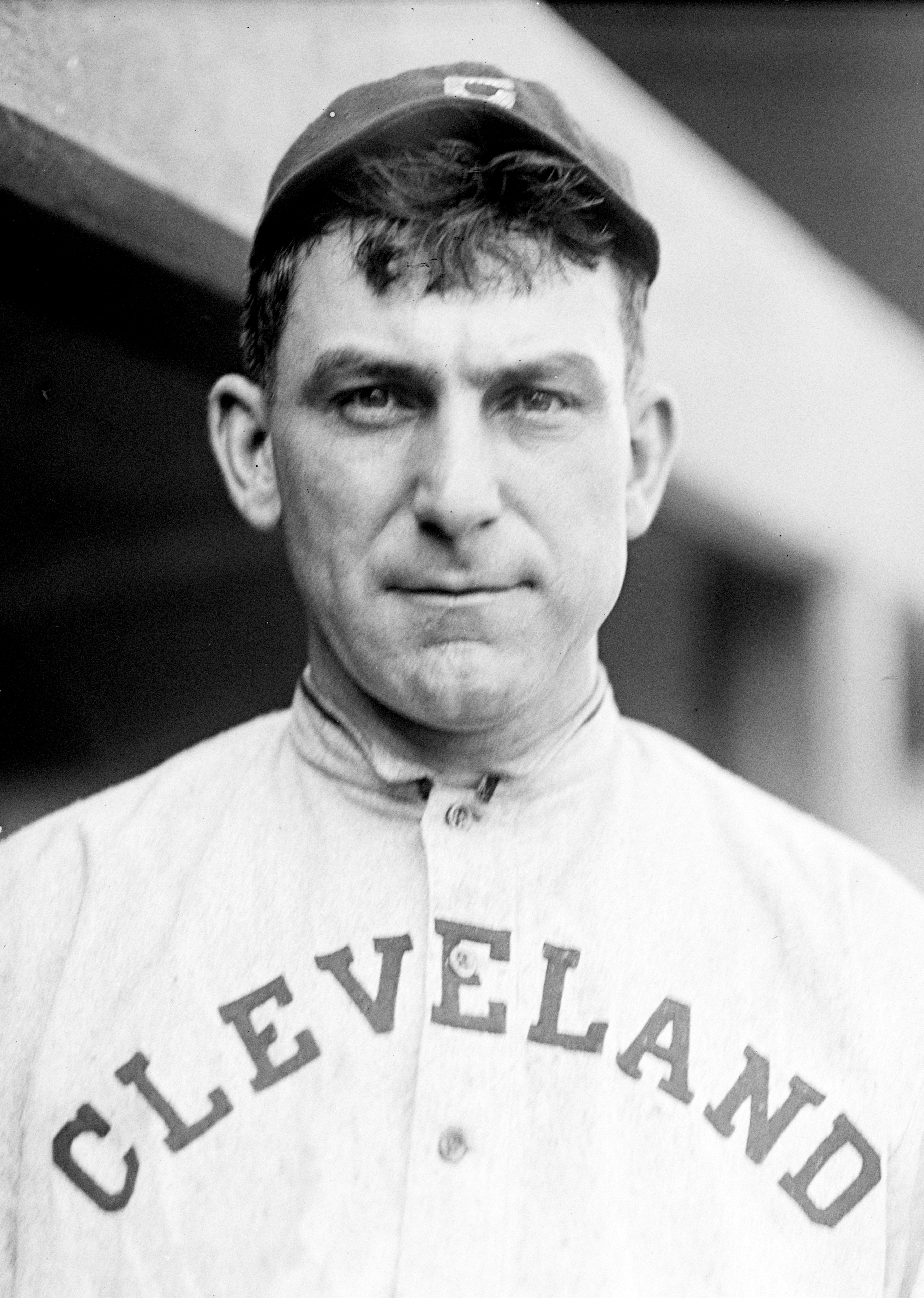
Nap Lajoie 1913.

Klubben grundades 1894 i Grand Rapids i Michigan under namnet Grand Rapids Rustlers, men spelade då i en minor league som hette Western League. 1900, samtidigt som ligan bytte namn till American League, flyttades klubben till Cleveland när National League-klubben Cleveland Spiders lades ned. Klubbens namn var först Cleveland Lake Shores. Året efter förklarade sig American League vara en major league, och utmanade därigenom National League på allvar. Klubbens namn var 1901 Cleveland Bluebirds (vilket ofta förkortades till Cleveland Blues) och året efter kallades klubben Cleveland Bronchos. 1903 ändrades namnet igen, nu till Cleveland Naps. Detta var en hyllning till den spelande tränaren och dåvarande storstjärnan Nap Lajoie. 1915 antog klubben officiellt namnet Cleveland Indians.
Klubbens smeknamn, och klubbens logotyp i form av ett stiliserat leende indianhuvud kallad "Chief Wahoo", har under åren väckt anstöt hos vissa grupper, främst företrädare för ursprungsamerikaner. Påtryckningarna ledde först till att logotypen togs bort från spelardräkterna före 2019 års säsong. I efterdyningarna av George Floyds död i Minneapolis den 25 maj 2020 och efter det att Washington Redskins i National Football League (NFL) i juli 2020 bestämt sig för att ta bort smeknamnet "Redskins" ur klubbnamnet, bestämde klubbledningen för Cleveland Indians i december 2020 att det inte längre var lämpligt att behålla smeknamnet "Indians". Ett nytt smeknamn skulle tas fram, tidigast till 2022, men i avvaktan på det skulle man, i motsats till Redskins, fortsätta att använda det gamla smeknamnet. I juli 2021 meddelade klubben att man skulle anta det nya namnet Cleveland Guardians efter det att 2021 års säsong avslutades. Det nya smeknamnet kom av statyerna "Guardians of Traffic" som står på bron Hope Memorial Bridge, som ligger nära klubbens hemmaarena. Namnändringen trädde i kraft den 19 november 2021 efter det att man nått en förlikning med en annan klubb, i roller derby, med samma namn.
Klubben har vunnit två World Series-titlar, 1920 och 1948.

## Hemmaarena
Hemmaarena är Progressive Field, invigd 1994. Första pitch på arenan kastades av dåvarande presidenten Bill Clinton. Från juni 1995 till april 2001 var det utsålt (cirka 43 000 åskådare) i 455 matcher i rad, vilket var ett rekord för MLB. Under tre säsonger under denna tid var alla biljetter sålda innan första matchen ens hade spelats. Klubben hyllade sina supportrar genom att pensionera tröjnumret 455. Rekordet slogs av Boston Red Sox den 8 september 2008.
Andra arenor som klubben har spelat i har varit League Park och Cleveland Stadium.

## Spelartrupp

### Aktiva
| Nr | Land                    | Pos | Namn                |
| -- | ----------------------- | --- | ------------------- |
| 24 | USA                     | P   | Triston McKenzie    |
| 27 | USA                     | P   | Bryan Shaw          |
| 31 | USA                     | P   | Sam Hentges         |
| 34 | USA                     | P   | Zach Plesac         |
| 37 | USA                     | P   | Trevor Stephan      |
| 43 | USA                     | P   | Aaron Civale        |
| 47 | Kanada                  | P   | Cal Quantrill       |
| 48 | Dominikanska republiken | P   | Emmanuel Clase      |
| 49 | USA                     | P   | Eli Morgan          |
| 52 | USA                     | P   | Nick Sandlin        |
| 57 | USA                     | P   | Shane Bieber        |
| 62 | Dominikanska republiken | P   | Enyel De Los Santos |
| 99 | USA                     | P   | James Karinchak     |

| Nr | Land                    | Pos | Namn            |
| -- | ----------------------- | --- | --------------- |
| 12 | USA                     | C   | Luke Maile      |
| 17 | USA                     | C   | Austin Hedges   |
| 0  | Venezuela               | INF | Andrés Giménez  |
| 1  | Dominikanska republiken | INF | Amed Rosario    |
| 2  | USA                     | INF | Tyler Freeman   |
| 6  | USA                     | INF | Owen Miller     |
| 11 | Dominikanska republiken | INF | José Ramírez    |
| 22 | Kanada                  | INF | Josh Naylor     |
| 7  | USA                     | OF  | Myles Straw     |
| 9  | USA                     | OF  | Richie Palacios |
| 29 | USA                     | OF  | Will Benson     |
| 38 | USA                     | OF  | Steven Kwan     |
| 39 | Dominikanska republiken | OF  | Oscar González  |

### Skadade
| Nr | Land | Pos | Namn         |
| -- | ---- | --- | ------------ |
| 26 | USA  | P   | Anthony Gose |

| Nr | Land | Pos | Namn        |
| -- | ---- | --- | ----------- |
| 74 | USA  | P   | Cody Morris |

## I populärkultur
Filmen Värsta gänget (1989) handlar om hur Cleveland Indians ägare medvetet försöker komma sist för att på det sättet få ned publiksiffrorna, vilket skulle ge henne möjlighet att flytta klubben till Miami. Det slutar i stället med att klubben vinner sin division efter seger i en avgörande match mot New York Yankees.

## Fotogalleri

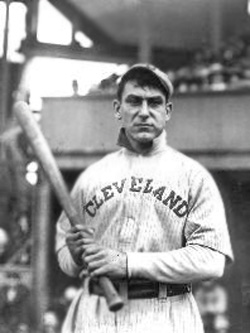
Nap Lajoie.
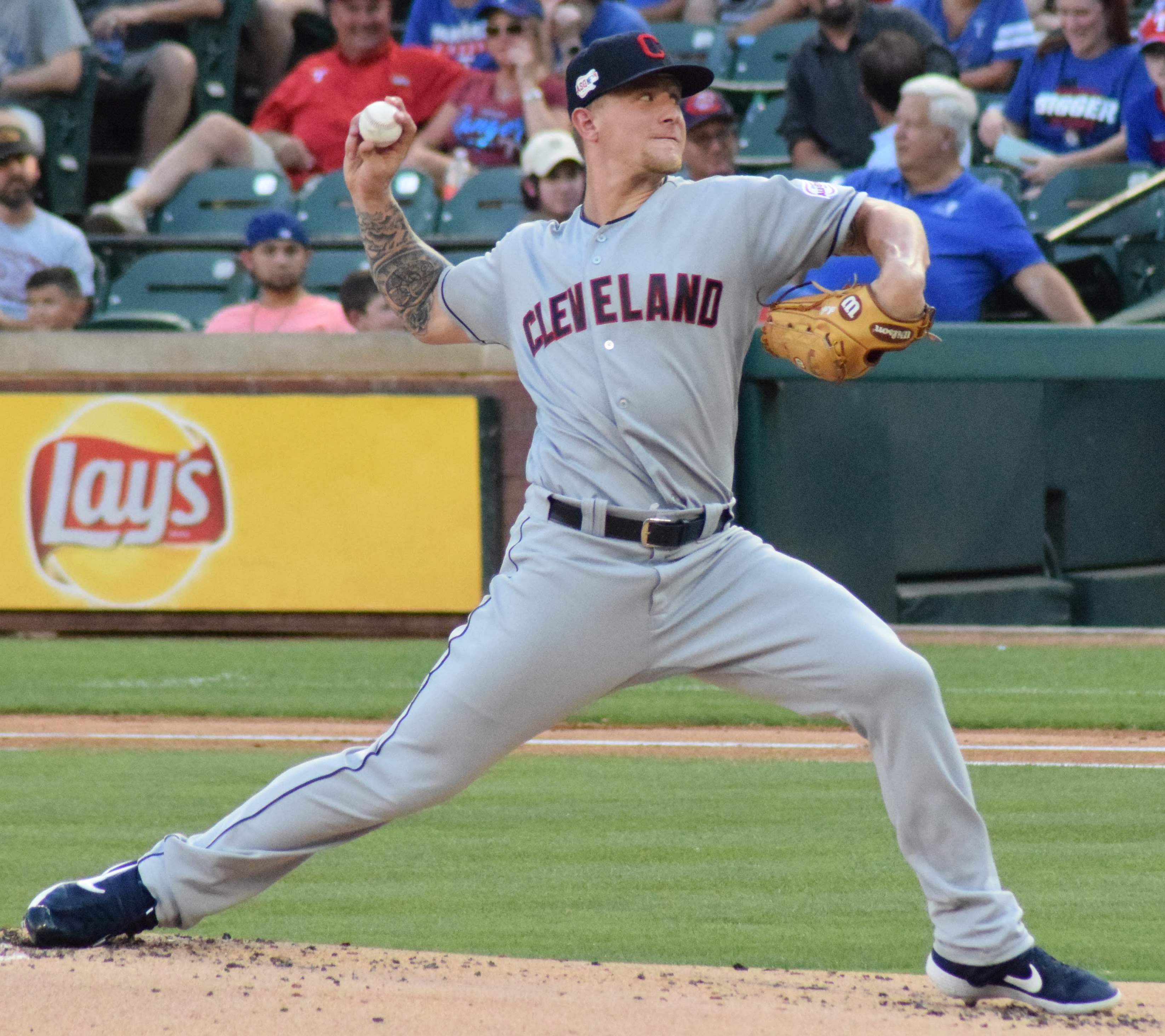
Zach Plesac.
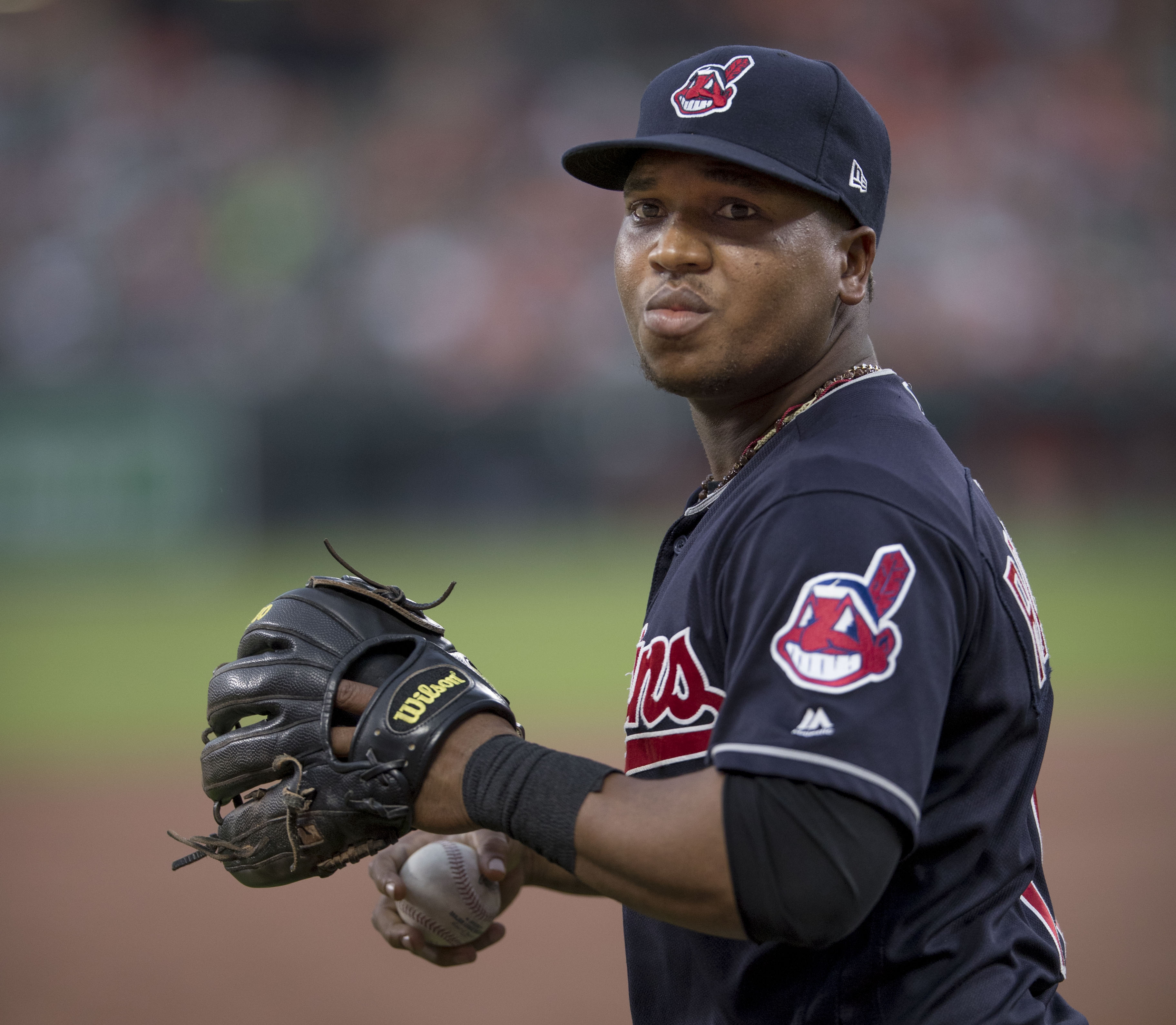
José Ramírez.